# Marcel de Tànger
Marcel de Tànger o Marcel el Centurió (ca. mijtan segle iii - 298) va ser un militar de l'exèrcit romà, martiritzat com a cristià i venerat com a sant per l'Església catòlica. És un dels patrons de Lleó.

## Hagiografia

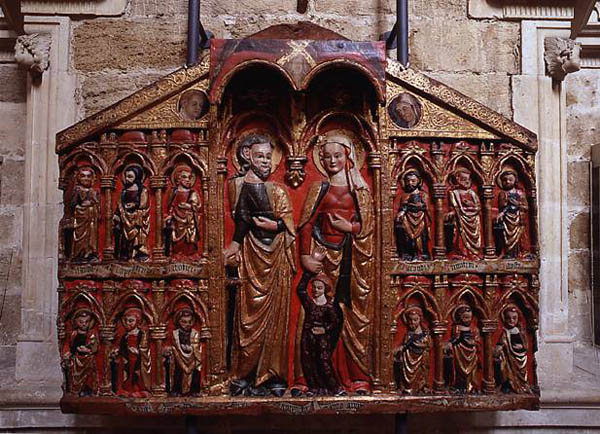
Retaule de Sant Marcel, s. XIII-XIV, amb el sant, la seva esposa Nònia i els seus dotze fills sants als costats (Museo de León).

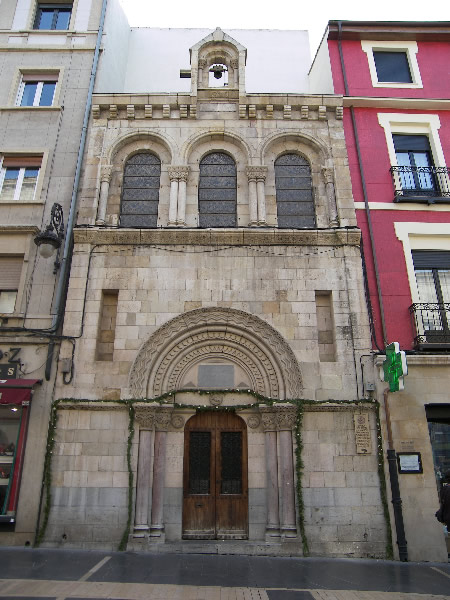
Capilla del Cristo de la Victoria (Lleó), al lloc on es diu que havia nascut i viscut Sant Marcel.

Sembla que Marcel era un centurió establert a Tingis (actual Tànger) que va refusar de participar en les festes d'aniversari de l'emperador Maximià, en les quals havien de fer sacrificis als déus romans. Degradat de la seva posició a l'exèrcit, va ser portat davant del jutge, anomenat Fortunat, que va remetre el cas a Maximià i Constanci (aquest últim era favorable als cristians). Marcel, però, va ser jutjat pel prefecte Aureli Agrícolà i va ser trobat culpable.
Marcel va ser martiritzat, executat per l'espasa d'un prefecte pretorià. Es diu que el funcionari que havia de transcriure les actes del procés, un home anomenat Cassià de Tànger, va estar en desacord amb la sentència i no va voler registrar-la a les actes, per la qual cosa també va ser executat. És venerat com a Sant Cassià.
Des de ben aviat va rebre culte a Lleó, ciutat de la qual va esdevenir patró; l'església de San Marcelo data ja del segle x. L'any 1471 les tropes portugueses van descobrir a Tànger les restes de Sant Marcel, amb una làpida que deia: "A Marcel, màrtir de Lleó". Després de negociar-ho, Ferran II d'Aragó va aconseguir que, el 1493 les restes poguessin anar a Lleó i instal·lar-s'hi a l'església de San Marcelo, en una urna d'argent a l'altar major.

### Llegenda de Lleó
Una versió alternativa de la història l'ofereix la llegenda apòcrifa lleonesa, que el fa natural de Lleó. Segons ella, Marcel era centurió de la Legio VII Gemina Pia Felix, la legió el campament de la qual va donar origen a la ciutat de Lleó, i havia nascut a Lleó a mitjan segle iii. És una versió, però, sense fonament històric, que vol vincular el patró de la ciutat a la ciutat mateixa; les fonts més antigues referides al sant no fan referència ni a Lleó ni a la Legio VII.
Marcel vivia prop de les muralles de la ciutat. Durant l'aniversari de l'emperador Valerià, el juliol de 298, Marcel va mostrar públicament que era cristià. Va ser enviat a Tànger per ésser jutjat pel prefecte Agricolà, que el va condemnar a ésser decapitat.
Després també serien martiritzats la seva muller Nònia i els seus dotze fills: Claudi, Luperc i Victori (màrtirs a Lleó), Facund i Primitiu (màrtirs a Sahagún), Servand i Germà (a Cadis), Faust, Genar i Marcial (a Còrdova), Celedoni i Ermenter (a Calahorra). Aquesta extensió de la llegenda, però, no es documenta abans del segle xiii: la primera menció als noms de la suposada família de Marcel es troba a la crònica de Lluc de Tui, escrita cap al 1236.